# ヴィンス
ヴィンス (Vynce) は 、スクウェア・エニックスのコンピュータゲーム『フロントミッション』シリーズに登場する架空の企業。
ここでは、同社の日本法人ヴィンスジャパン (Vynce Japan) や、他の非ディアブルアビオニクス系列であるU.S.N.企業ボールドチャレンジ (BOLD CHALLENGE) 、リムアーズ (LIMMARS) についても解説する。

## ヴィンス、ヴィンスジャパン

### 会社概要
ヴィンス
- 社名　Vynce
- 本社　U.S.N.（アメリカ）
- 創業　1964年
- 登場作品　『1ST』『4th』『5th』『FMO』

ヴィンスジャパン
- 社名　Vynce Japan
- 本社　O.C.U.日本
- 創業　2054年
- 登場作品　『2nd』『5th』

### 沿革
ヴィンス社はミサイルやグレネードといった火器製造で高い評価を誇り、アフリカ紛争時にはWAW、ハフマン紛争時はWAP用の火器をそれぞれ提供していた。後にWAP開発にも乗りだし、前身の電子機器製造分野を活かしたセンサー機体の開発を得意とした。ヴァジェ・シリーズはその典型といえる。
WAP最盛期となりライバルのディアブルアビオニクス社が次々と他社を自社傘下に収めていく中の数少ない対抗勢力ではあったが、軍採用競争において次第に劣勢となり、経営が悪化していった。22世紀に入ると問題は深刻となり、2102年に子会社のヴィンスジャパンがCOM開発部門を買収。これはヴィンスジャパンが経営立て直しのため本社を買収する一環であったが、対抗勢力によってそれ以降を阻止され、2107年にヴィンスジャパンは倒産。本社製品の軍採用率も低下し、DA社への吸収が噂されている。
ヴィンスジャパンは上記の通りヴィンス社の子会社でO.C.U.日本法人。本社同様、WAP火器開発を主としているが、本社開発のWAPの改良版も生産している。このため、本来USN機である同社のシリーズはO.C.U.国内でも普及している。同社の設立はO.C.U.やU.S.N.発足後であり、ヴィンスグループは敵対勢力間で事業を展開しているグループということになる。この点から見ても日本とU.S.N.に限ってはかつての日米同盟時代の名残で、経済的にある程度繋がりがあると考えられる。

### 事業部
ミサイル火器に関してはシリーズお馴染みのブランドを手がけており、設定上厳しい経営状態とはいえ、ゲーム内での製品登場率は高い。ヴィンスとヴィンスジャパン共にWAPや武器、COMにおいて同名の製品が発売されているが、舞台設定上『2nd』がヴィンスジャパン製であり、その他の作品はほぼ本社製と思われる。

### ヴァンツァー
| クアガM08 | クアガM08              |
| --------- | ---------------------- |
| メーカー  | ヴィンス(U.S.N.)       |
| 固定武装  | ゴラン MG              |
| 携帯火器  | 装備不能（肩部は可能） |

パイウス(PIOUS)【1ST(DS)】
レコン仕様として開発され、細身のスタイルは忍者のイメージでデザインされた。
クアガM08【2nd】
軽量級WAP。複雑な地形や湿地での走破性に優れ、十分な積載量を持つので汎用的な運用も可能である。アームにゴランMGを内蔵。

#### ヴァジェ・シリーズ
『2nd』では高機動格闘戦機体として開発され、『4th』および『5th』以降では、レコン・ジャマー機として開発された。円盤状の頭部と細身の手足が特徴。
ヴァジェ【1ST(DS),4th,5th】
『5th』ではボディパーツのみが登場。以下は改造バリエーション。
ヴァジェAP【5th】
角ばった装甲により、徹甲弾に対する防御力を向上させた。
ヴァジェAS【5th】
軽量化された機体。
ヴァジェAF【5th】
曲線を多用する事で、爆発に対する防御力を向上させた。
- ヴァジェM1【FMO】
- ヴァジェM10【4th,FMO】
- ヴァジェM23【FMO】
  - 他にMX型。
- ガジェM10(Gaje M10)【FMO】
  - 他にM13、M25型。
- バジェM13【2nd】
  - 他にM25、M30型。

#### ジャウァー・シリーズ
レクソンに対抗して開発されたシリーズ。『4th』ではスナイパータイプ。
- ジャウアー【4th,FMO】
- ジャウアーA【FMO】
  - 他にA2、A4型。
- ジャウアーF【4th】
- ジャウアーG1【2nd,4th】
『4th』では、E.C.イギリス軍での配備が確認されている。
- ジャウアーG3【2nd】
- ディヴァウトA(Devout A)【FMO】
  - 他にA2、A4型。

### 兵器
- ミサイル
  - ドンキー・シリーズ
  - ピズ・シリーズ
- ショルダーグレネード
  - サンダーボルト・シリーズ

## ボールドチャレンジ

### 会社概要
- 社名　BOLD CHALLENGE
- 本社　U.S.N.（カナダ）
- 創業　2068年
- 登場作品　『1ST』『4th』『5th』『FMO』

### 沿革
コンピュータメーカーが前身でWAP武器開発やパーツ開発を主事業とする。非DA系企業ではあるが、DA社からはWAP開発技術の提供を受けており、WAP本体の開発も行った。

### 事業部
ミサイル兵器と格闘兵器が有名。唯一の自社製WAP「バルス」は技術提供を受けたDA社の「ヴァリアント」を元に開発された機体。

### ヴァンツァー
バルス
ディアブルアビオニクスの技術援助を受けて製造された同社初のボディパーツ。前腕部のパッドでマニピュレーターとそれに連動する油圧シリンダーを保護し高い耐久性を実現。レッグはランチャー射出時の衝撃吸収を重視した設計。
ヴァリアントとほぼ同型のフォルムだが、アームとレッグには独自開発の機構を採用している。

### 兵器
- マシンガン
  - セメテリー・シリーズ
- ロッド、トンファ
  - F-x・シリーズ
- ミサイルランチャー
  - MGR・シリーズ
  - マジックボックス・シリーズ

## リムアーズ

### 会社概要
- 社名　LIMMARS
- 本社　U.S.N.（アルゼンチン）
- 創業　2014年
- 登場作品　『1ST』『4th』『5th』『FMO』

### 沿革
歩兵用火器の開発が前身でWAP武器や火器管制コンピュータの開発を手がける。

### 事業部
バズーカ、グレネードを開発。「バニッシュ」はシリーズでも認知度の高いバズーカの一つ。

### 兵器
- グレネードランチャー
  - RIM・シリーズ
  - INT1200
- バズーカ
  - バニッシュ・シリーズ